# روبرت كاين
روبرت كاين (بالإنجليزية: Robert Kane)‏ هو منافس ألعاب قوى أمريكي، ولد في 1911، وتوفي في 1992.

## روابط خارجية
- روبرت كاين على موقع أوليمبيديا (الإنجليزية)